# Placówka Straży Granicznej I linii „Chróścin”
Placówka Straży Granicznej I linii „Chróścin” – jednostka organizacyjna Straży Granicznej pełniąca służbę ochronną na granicy polsko-niemieckiej w okresie międzywojennym.

## Formowanie i zmiany organizacyjne
Na wniosek Ministerstwa Skarbu, uchwałą z 10 marca 1920 roku, powołano do życia Straż Celną. Od połowy 1921 roku jednostki Straży Celnej rozpoczęły przejmowanie odcinków granicy od pododdziałów Batalionów Celnych. W 1921 roku w Dzietrzkowicach stacjonował sztab 1 kompanii 4 batalionu celnego. 1 kompania celna jedną ze swoich placówek wystawiła w Chróścinie. Proces tworzenia Straży Celnej trwał do końca 1922 roku. Placówka Straży Celnej „Chróścin” weszła w podporządkowanie komisariatu Straży Celnej „Gola” z Inspektoratu SC „Praszka”.
Rozporządzeniem Prezydenta Rzeczypospolitej Polskiej Ignacego Mościckiego z 22 marca 1928 roku, do ochrony północnej, zachodniej i południowej granicy państwa, a w szczególności do ich ochrony celnej, powoływano z dniem 2 kwietnia 1928 roku  Straż Graniczną.
Rozkazem nr 3 z 25 kwietnia 1928 roku w sprawie organizacji Wielkopolskiego Inspektoratu Okręgowego dowódca Straży Granicznej gen. bryg. Stefan Pasławski określił strukturę organizacyjną komisariatu SG „Dzietrzkowice”. 
Rozkazem nr 11 z 9 stycznia 1930 roku reorganizacji Wielkopolskiego Inspektoratu Okręgowego komendant Straży Granicznej płk Jan Jur-Gorzechowski ustalił numer i nową organizację komisariatu. Placówka Straży Granicznej I linii „Chróścin” znalazła się w jego strukturze.

## Służba graniczna
Siedziba placówki mieściła się w wynajętym od osoby prywatnej budynku.

## Kierownicy/dowódcy placówki
| stopień     | imię i nazwisko   | okres pełnienia służby     | kolejne stanowisko               |
| ----------- | ----------------- | -------------------------- | -------------------------------- |
| st.strażnik | Zdzisław Ułłowicz | zca. kier. od 15.04.1938 – | kier. placówki Gola do 1.09.1939 |
| st.strażnik | Otton Caft        | – do 1.09.1939             |                                  |

Obsada personalna placówki w 1934
- st. strażnik Jan Świtała - był 10.11.1934
- strażnik Antoni Chwastowski - był 10.11.1934
- strażnik Klemens Moczulewski - był 10.11.1934
- strażnik Franciszek Kaczmarczyk - był 10.11.1934

Obsada personalna placówki w 1938
- st. strażnik Lucjan Wójcik - był 22.07.1938[12]
- st. strażnik Franciszek Kaczor - był 22.07.1938[12]
- st. strażnik Maksymilian Grabowski - był 22.07.1938[12]
- strażnik Mikołaj Warenica - 5.06.1937 - 15.01.1939[12]
- strażnik Stanisław Piotrowski - od 3.08.1938[12]
- st. strażnik Otton Caft - był 1.03.1937[13]
- st. strażnik Zenon Najbiel - był 11.11.1938[14]

Sąsiednie placówk
- placówka Straży Granicznej I linii „Siemianice” ⇔ placówka Straży Granicznej I linii „Gola” − 1930[7]